# Mendoncia lindavii
Mendoncia lindavii är en akantusväxtart som beskrevs av Nathaniel Lord Britton. Mendoncia lindavii ingår i släktet Mendoncia och familjen akantusväxter. Inga underarter finns listade i Catalogue of Life.